# 五菱宏光Plus
五菱宏光Plus是中國汽車製造商上汽通用五菱於2019年製造的一款緊湊型多功能休旅車，只限於中國市場。

## 簡介

### 設計定位
雖然該車有著五菱宏光的名稱，但五菱宏光Plus是定位在五菱宏光之上的更高端汽車市場，而且是基於全新的CN150模版平台開發，更有著與普通五菱宏光不同的全新外觀及內飾。

### 動力
該車更配備與新寶駿相同的通用1.5升渦輪增壓汽油引擎及六速手動變速箱。

## 資料來源
1. ↑  .   [2020-04-06]. （原始内容存档于2020-01-28）.
2. ↑  .   [2020-04-06]. （原始内容存档于2019-10-02）.
3. ↑  .   [2020-04-06]. （原始内容存档于2020-01-28）.
4. ↑  .   [2020-04-06]. （原始内容存档于2022-02-23）.

## 外部連結
维基共享资源上的相關多媒體資源：五菱宏光Plus
- 官方網站（页面存档备份，存于）